# Ladislav Tost

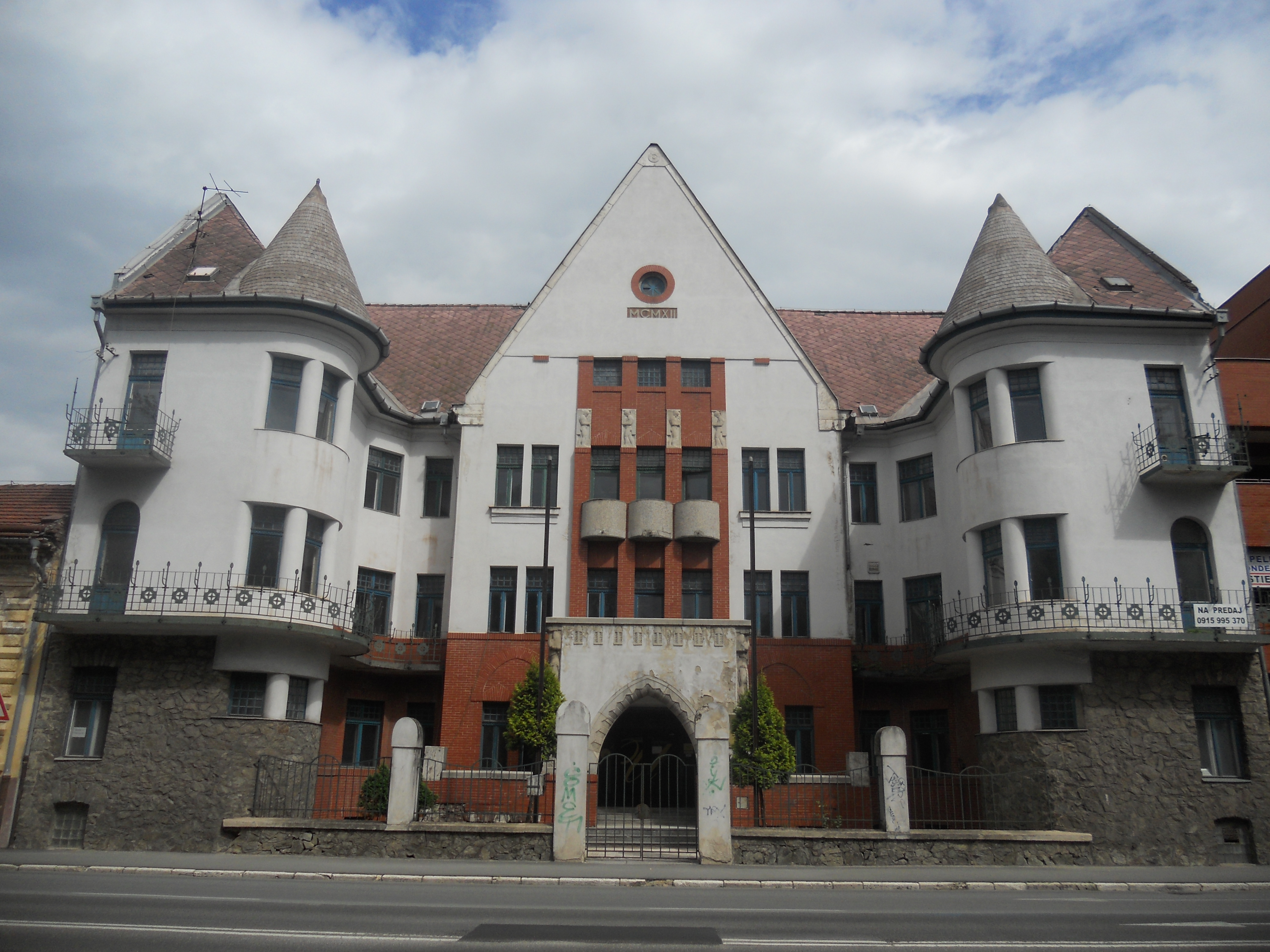
Řadový bytový pavlačový dům – Tostův palác (dům ČSSP) na adrese Moyzesova 16

Ladislav Tost, vlastním jménem László Tost (1875 Zborov, okres Bardejov – 5. ledna 1945 Košice), byl kresťansko-socialistický politik, později v letech 1938 až 1939 starosta Košic. Tři měsíce před koncem druhé světové války byl zabit příslušníky totalitní nacistické antisemitské Strany Šípových křížů za pomoc židovskému obyvatelstvu.

## Život

### Rodinný původ
Lászlo Tost se narodil na Slovensku ve Zborove v okrese Bardejov v roce 1875 do významné košické rodiny Tostů. Rodina byla německého původu, na území Uherska přišla během 18. století, otec Károly Tost vykonával funkci správce panství ve Zborove a v roce 1890 získal šlechtický titul. Lászlo Tost byl jeho starší syn.

### Studia a začátek kariéry v Košicích
Po absolvování střední školy v Košicích začal Lászlo Tost studovat na Vyšší hospodářské škole (Gazdasági Tanintézet, od roku 1906 Akademie), která byla zřízena v roce 1875 jako první zemědělská škola na území dnešního Slovenska. Po dostudování se v roce 1902 oženil s Máriou Horváth, která pocházela z movité zemplínské šlechtické rodiny. Novomanželé se usadili v Duplíně (okres Stropkov). Tady se jim narodily tři děti. V roce 1908 se Lászlo Tost vrátil do Košic, protože tam byl jmenován do úřednické funkce na Finančním ředitelství. Tuto funkci vykonával až do svého odchodu do starobního důchodu.

### Tostův palác v Košicích
Po nástupu na košické Finanční ředitelství (do funkce finančního tajemníka) našel Lászlo Tost vhodný pozemek pro vybudování reprezentativní rodinné budovy v ulici Rákóczi körút (Rákócziho okružná) – dnes Moyzesova. Ulice byla v té době postupně zastavována novými objekty. V roce 1912 si v této ulici nechal vystavět rodinný dům palácového typu. Objekt disponoval 15 byty a rodina Tostů část prostor svého sídla pronajímala. Tuto dodnes stojící a jednu z nejkrásnějších staveb v Moyzesově ulici projektoval maďarský architekt Dénes György (žák Károlya Kósa).

### Začátek politické kariéry
Do Křesťansko–socialistické strany vstoupil Lászlo Tost v roce 1925, kde působil i jeho bratr – košický farář Barnabás Tost. V roce 1928 byl Lászlo Tost ve straně pověřen funkcí pokladníka. V roce 1932 se stal členem městského zastupitelstva v Košicích (náměstkem starosty) a tuto funkci zastával až do roku 1938, kdy byl jmenován samotným starostou Košic.

### Starostou Košic
Dne 2. listopadu 1938 bylo ve vídeňském Belvederu ukončeno arbitrážní jednání o maďarsko-československé hranici. Jednalo se o tzv. první vídeňskou arbitráž, ve které Maďarské království získalo jižní Slovensko. V rámci tohoto území se nalézaly i Košice do nichž dne 11. listopadu 1938 slavnostně za vojenské podpory vstoupil maďarský viceadmirál a po roce 1920 zvolený regent Maďarského království Miklós Horthy de Nagybánya.
A byl to právě László Tost, kdo z titulu své funkce starosty Košic tohoto činovníka musel přivítat. V květnu 1939 údajně na vlastní žádost z funkce starosty Košic Lászlo Tost odstoupil, ale zůstal i nadále aktivní v politickém světě, neboť až do roku 1944 byl členem Horní sněmovny maďarského parlamentu.

### Druhá světová válka
Prakticky až do roku 1941 dokázalo Maďarsko udržovat zdání neutrality, teprve pak se připojilo k německým vojenským akcím druhé světové války.
Během deportace Židů v květnu roku 1944 Lászlo Tost pomáhal židovskému obyvatelstvu. Pobočníkem Miklósa Horthyho byl Tostův starší syn Gula Tost, jenž se jako Horthyho důvěrník podílel na přípravě neúspěšného pokusu o vyvázání Maďarska z vojenských operací druhé světové války.
Když se začala blížit definitivní porážka Německa, zahájil Horthy v polovině října 1944 jednání se Sovětským svazem. Nacisté reagovali tím, že nejprve Maďarsko okupovali (Operace Margarethe) a nakonec zajali i Horthyho a do čela tzv. vlády národní jednoty postavili vůdce maďarských fašistů Ference Szálasiho (Operace Panzerfaust).
Poté, co v Maďarsku převzala moc fašistická Strany Šípových křížů (v Košicích byli její členové označováni jako „nyilašovci“), spáchal Gula Tost sebevraždu.

### Nyilášovci
Na základě často vykonstruovaných obvinění či jen na podkladě zjevného nesouhlasu s novým režimem zahájili nyilašovci v Košicích hromadné popravy odpůrců, jejich pronásledování a krutý teror ostatních „nepohodlných“ obyvatel. S přibližující se Rudou armádou k Budapešti se v lednu 1945 stupňovala i agresivita nyilašovců. Ve večerních hodinách dne 4. ledna 1945 odvlekla dvojice nyilašovců László Tosta do Čermeľského údolí. Tady jej postřelili sedmi projektily – údajně jedna každá kulka za každého Žida, jemuž pomohl. V ranních hodinách 5. ledna 1945 našel postřeleného Lászlo Tosta v údolí lesník, ale krátce po jeho převozu do nemocnice Lászlo Tost svým střelným zraněním podlehl.

## Závěr
Rodinný dům Tostů nacházející se v dnešní Moyzesově ulici číslo 16 byl po druhé světové válce zkonfiskován státem. Jeho manželka byla v červnu roku 1947 přesídlena do Maďarska.